# Tillandsia floribunda
Tillandsia floribunda là một loài thuộc chi Tillandsia. Đây là loài bản địa của Ecuador.

## Giống
- Tillandsia 'Cataco'